# Molophilus multispinosus
Molophilus multispinosus là một loài ruồi trong họ Limoniidae. Chúng phân bố ở miền Australasia.